# Carbonite-1
Carbonite-1 (CBNT-1) ist ein Technologieerprobungssatellit der Surrey Satellite Technology.
Er wurde am 10. Juli 2015 um 16:28 UTC mit einer PSLV-Trägerrakete vom Raketenstartplatz Satish Dhawan Space Centre (zusammen mit drei DMC3-Satelliten) in eine erdnahe Umlaufbahn gebracht.
Der dreiachsenstabilisierte Satellit soll Erdbeobachtungstechniken und Elektronik für zukünftige Satelliten erproben.